# Cifka Duarte
Salvador Alberto du Courtills Cifka Duarte (Marvila (Santarém), 10 de Maio de 1882 - 7 de Junho de 1964), também conhecido por Cifka Duarte, foi um oficial da cavalaria, pioneiro da aviação em Portugal, tendo sido coronel piloto aviador no topo da sua carreira.
Alistou-se como voluntário no Regimento de Artilharia nº 3, sendo incorporado no dia 23 de Julho de 1898. Já capitão, iniciou a instrução de piloto aviador no Signal Corps Aviation School a 15 de Dezembro de 1915 nos Estados Unidos, tendo recebido o seu brevet pela Escola de Aviação de Chartres, em França, no dia 28 de Agosto de 1916. Passou à situação de reforma em 5 de Janeiro de 1937. Está sepultado no Cemitério do Lumiar, em Lisboa.
Foi o primeiro comandante da Base Aérea de Sintra.

## Postos
- Aspirante a Oficial - 25 de Outubro de 1902
- Alferes - 15 de Novembro de 1903
- Tenente - 30 de Novembro de 1907
- Capitão - 12 de Setembro de 1914
- Major - 31 de Março de 1919
- Tenente-Coronel - 30 de Setembro de 1926
- Coronel - 30 de Setembro de 1929

## Principais funções na Aeronáutica Militar
- Ajudante de Campo do Vougal do Supremo Conselho de Defesa Nacional
- Instrutor e Membro da Comissão Técnica da Escola de Aeronáutica Militar
- Comandante da Escola Militar de Aviação
- Director da Aeronáutica Militar
- Comandante do 2º Grupo do Regimento de Cavalaria nº 10
- Comandante da Esquadrilha de Treino e Depósito
- Director Interino da Direcção da Arma de Aeronáutica
- Inspector da Inspecção da Arma de Aeronáutica